# Ultraviolet (film)
Ultraviolet – amerykański film fantastycznonaukowy z 2006 roku.

## Opis filmu
Akcja toczy się w XXI wieku. Na Ziemi szerzy się choroba zwana hemofagią. Jej nosiciele zdobywają nadzwyczajną sprawność i szybkość, ale opłacają to szybką śmiercią. Rząd postanawia unicestwiać wszystkich zarażonych. Ci schodzą do podziemia i stają do walki o życie. Główna bohaterka – zainfekowana kobieta – Ultraviolet (Milla Jovovich) stara się ochronić 9-letniego chłopca skazanego przez ludzi na śmierć.

## Obsada
- Milla Jovovich – Violet Song Jat Shariff
  - Ida Martin – młoda Violet
- Cameron Bright – Six (Szósty)
- Nick Chinlund – Vice-Cardinal Ferdinand Daxus
  - Steven Calcote – młody Daxus
- William Fichtner – Garth
- Scott Piper – asystent Gartha
- Sebastien Andrieu – Nerva
- Christopher Garner – Luthor
- Ricardo Mamood-Vega – Song Jat Shariff
- Jennifer Caputo – Elizabeth P. Watkins
- Duc Luu – Kar Waia
- Kieran O'Rorke – detektyw Cross
- Ryan Martin – detektyw Breeder
- Digger Mesch – detektyw Endera